# Лятото на Мона Лиза
Лятото на Мона Лиза е художествено-документален филм от 2013 г. с режисьор Лиза Боева и продуцент "Филизи 33". В главната роля е Ицко Финци.
- Ицко Финци във филма "Лятото на Мона Лиза"
- Ицко Финци, кадър от "Лятото на Мона Лиза"
- Лиза Боева, Ицко Финци - премиера на филма
- Прожекция на "Лятото на Мона Лиза", кино "Одеон", София

## Анотация
Художествено-документалният филм "Лятото на Мона Лиза" разказва как и защо именно тази картина е обявена за един от най-великите шедьоври на изкуството.

## Допълнителна информация
Върху филма "Лятото на Мона Лиза" Л. Боева прави феноменологичен анализ (монография). Рецензенти: доц. д-р Невелина Попова, проф. Павел Милков, проф. д-р Светослав Овчаров.

## Представяне
- Премиерата на филма е в кино "Космос", Пловдив (17.11.2013)[8]

- Дом на киното, София (20.12.2013)[9][10]
- Кино "Одеон", София (26.05.2014)[11][12][13]

- Дом Витгенщайн, Виена (1.04.2015)
- Прожекции на филма в рамките на фестивала Master of Art Film Festival (кино "Люмиер" - 28.04.2015, G8 Cinema - 30.04.2015)[14]